# Киршин, Пётр Павлович
Пётр Па́влович Ки́ршин (1928 — 1990, Тольятти, Куйбышевская область) — советский рабочий, наладчик на АвтоВАЗе, лауреат Государственной премии СССР.

## Биография
Трудовую деятельность начал подростком на Ирбитском мотоциклетном заводе в годы Великой Отечественной войны, где работал наладчиком токарных станков. Освоив слесарную специальность приспосабливал трофейные станки для целей производства. Стал известным рационализатором, к которому обращались даже с соседних предприятий.
В конце 1960-х принял предложение о работе на строящемся в Тольятти АвтоВАЗе. Работал наладчиком второго моторного цеха «Мотор-2», бригадиром в бригаде по изготовлению жестяных деталей. Неоднократно перенастраивал станки под срочные нужды производства, самостоятельно дорабатывал технологическую оснастку. Стал одним из крупнейших рационализаторов механосборочного производства. Часть его новаторских предложений касалась изменения конструкции деталей автомобиля.
7 ноября 1983 года за выдающиеся достижения в труде Петру Павловичу Киршину была присуждена Государственная премия СССР.
В 1984 году с Петром Павловичем случился удар, он оказался парализован. Супруга, Валентина Андреевна, ушла с работы, чтобы помогать мужу. В 1990 году Пётр Киршин скончался.
Сын, Михаил стал специалистом по карбюраторам, был представителем ДААЗа по топливной аппаратуре. Дочь Наталья работала контролёром на «АвтоВАЗагрегате».